# Alighiero di Bellincione
Alighiero di Bellincione o Alighiero II Alighieri (Firenze, 1219/1220 – prima del 1283) è stato un mercante e banchiere italiano e padre di Dante Alighieri.

## Biografia
Figlio di Bellincione di Alighiero, fece parte del partito guelfo. Attivo già nel 1246 quale agente di cambio col padre e i fratelli, Alighiero seguì in esilio la famiglia nel 1248 e nel 1260 dopo la vittoria dei ghibellini, in quest'ultima data a Montaperti. Rientrato a Firenze, Alighiero di Bellincione sposò nel 1262 una certa Bella, forse figlia di Durante di Scolaro degli Abati, dalla quale ebbe Dante, il quale mai ricordò il padre nella propria produzione poetica. Dopo che Bella morì verso il 1270, Alighiero si risposò con Lapa di Chiarissimo Cialuffi, la quale mise al mondo due o tre bambini: Francesco, Tana (Gaetana) e forse anche un'altra figlia che, secondo Giovanni Boccaccio, sarebbe poi stata moglie di Leone Poggi e madre di Andrea, molto somigliante a Dante. Alighiero di Bellincione morì prima del 1283, dopo aver condotto una vita dedicata al commercio (o all'usura, secondo quanto afferma Forese Donati nella celebre Tenzone che ebbe con Dante) ed aver assicurato alla famiglia una modesta vita economica. Così concludono Renato Piattoli e Simonetta Saffiotti Bernardi nella loro voce dell'Enciclopedia dantesca: